# John Forsythe
John Forsythe, pseudonimo di John Lincoln Freund (Penns Grove, 29 gennaio 1918 – Santa Ynez, 1º aprile 2010), è stato un attore statunitense.
Vincitore di due Golden Globe (1983-1984), è noto in tutto il mondo per essere stato il misterioso Charlie in Charlie's Angels (1976-1981) e Blake Carrington in Dynasty (1981-1989). Nella sua lunga carriera è stato diretto due volte da Alfred Hitchcock in La congiura degli innocenti (1955) e in Topaz (1969).

## Biografia
Figlio di un importante uomo d'affari, Forsythe volle intraprendere la carriera di attore, nonostante l'opposizione del padre. Nel 1929 la famiglia si trasferì a Brooklyn. Si diplomò all'Abraham Lincoln High School e frequentò l'università della Carolina del Nord. Attorno al 1938 iniziò a lavorare in radio e a Broadway, come comparsa in spettacoli di medio livello. Attorno al 1941 firmò un contratto con la Warner Bros., apparendo in film di secondo piano, prima di incontrare, a Broadway, la collega Julie Warren, che diventerà sua seconda moglie. Si arruolò nell'esercito americano durante la Seconda guerra mondiale e apparve in uno show organizzato sul fronte, chiamato Winged Victory. Una volta terminata la guerra, e ritornato in patria, si recò a New York per studiare recitazione all'Actors Studio di Lee Strasberg.
Venne attratto dal teatro e comparve in celebri spettacoli come Mister Roberts e La casa da tè alla luna d'agosto. La svolta avvenne nel 1955, quando incontrò il maestro del brivido Alfred Hitchcock, che lo scelse per essere il protagonista del suo nuovo film La congiura degli innocenti, accanto all'esordiente Shirley MacLaine, pellicola insolitamente lontana dai canoni dello stile di Hitchcock, che fu quasi un flop negli Stati Uniti d'America, ma che ebbe un grande successo in Europa. Nel 1957 incominciò quella che sarebbe stata una delle carriere televisive più durature. Forsythe infatti debuttò in Bachelor Father, in onda sulla CBS, una delle prime situation comedy, nel quale recitò accanto a Mary Tyler Moore, Barbara Eden, (futura star di Strega per amore) e Linda Evans, che avrebbe ritrovato anni più tardi. La serie chiuse i battenti nel 1961.
Pur non avendo una carriera cinematografica particolarmente intensa, Forsythe negli anni sessanta fu interprete di alcune pellicole di buon livello, tra cui La gatta con la frusta (1964) di Douglas Heyes, accanto ad Ann-Margret, e A sangue freddo (1967), tratto da un libro di Truman Capote, e Lieto fine (1969), entrambi diretti da Richard Brooks. Nel 1969 venne richiamato da Alfred Hitchcock per prendere parte allo sfortunato film Topaz. Tra il 1965 e il 1966, come molte star dell'epoca, condusse un proprio spettacolo televisivo, il John Forsythe Show. Nella prima metà degli anni settanta, grazie alla sua voce profonda, divenne la voce narrante di diversi documentari sulla natura.

### Charlie's Angels
Nel 1976, Aaron Spelling, suo amico e grande produttore Tv, gli offrì il ruolo di Charlie nella serie Charlie's Angels, sulla ABC. Il format della serie, che ebbe uno strepitoso successo, venne esportato in oltre 90 paesi in tutto il mondo, rendendo Forsythe famosissimo e ricchissimo (divenendo la star tv più pagata). Nel 1979 venne colpito da infarto, ma ritornò sul set poche settimane dopo un quadruplo by-pass. Nel 1980 la serie ebbe una crisi di ascolti, ma Forsythe venne confermato grazie al sostegno di Spelling.

### Dynasty
Nel 1981, sul set di Charlie's Angels nell'ultimo periodo di lavorazione, venne contattato dall'attore George Peppard, che gli offrì il ruolo, da lui rifiutato in precedenza, di Blake Carrington nella serie Dynasty, che la ABC stava producendo per contrastare il successo di Dallas, in onda sul canale concorrente CBS; Forsythe accettò il ruolo, che lo avrebbe fatto diventare una delle star più conosciute degli anni ottanta, elevandolo a sex-symbol (nonostante avesse superato abbondantemente i 60 anni) per il suo fascino e l'impeccabile eleganza. Lo stesso Forsythe venne nominato tre volte agli Emmy Awards, tra il 1982 e il 1984 e ben sei volte ai Golden Globe dei quali ne vincerà due. Negli anni novanta l'attore rallentò l'attività, limitandosi a qualche film per la televisione e al ruolo del senatore Franklin Powers in The Powers That Be, tra il 1992 e il 1993. Intensificò l'attività di doppiaggio e, nel 2000 e nel 2003, prestò di nuovo la voce a Charlie nei nuovi film Charlie's Angels e Charlie's Angels - Più che mai, con Cameron Diaz, Drew Barrymore e Lucy Liu, alla cifra record (per un doppiatore) di cinque milioni di dollari. Una stella sulla Hollywood Walk of Fame lo ricorda per i suoi contributi all'industria televisiva.

### Vita privata
Fu sposato tre volte: nel 1938 con Parker McCormick, dalla quale divorziò nel 1940, che gli diede un figlio; nel 1943 con Julie Warren, un lungo matrimonio durato fino alla morte di lei nel 1994. Dal matrimonio nacquero due figli; infine nel 2002, a 84 anni, aveva sposato Nicole Carter. Nell'ottobre 2006 gli venne diagnosticato un tumore all'intestino. Subito operato, l'attore fu dimesso poche settimane dopo. Guarito dal tumore, egli morì il 1º aprile 2010, all'età di 92 anni, per le complicazioni di una polmonite.

## Filmografia

### Cinema
- L'ostaggio (Northern Pursuit), regia di Raoul Walsh (1943)
- Destinazione Tokio (Destination Tokyo), regia di Delmer Daves (1943)
- La città prigioniera (The Captive City), regia di Robert Wise (1952)
- It Happens Every Thursday, regia di Joseph Pevney (1953)
- Delitto alla televisione (The Glass Web), regia di Joseph Pevney (1953)
- L'assedio delle sette frecce (Escape from Fort Bravo), regia di John Sturges (1953)
- La congiura degli innocenti (The Trouble with Harry), regia di Alfred Hitchcock (1955)
- La figlia dell'ambasciatore (The Ambassador's Daughter), regia di Norman Krasna (1956)
- Il vendicatore, regia di William Dieterle (1959)
- La gatta con la frusta (Kitten with a Whip), regia di Douglas Heyes (1964)
- Madame X, regia di David Lowell Rich (1966)
- A sangue freddo (In Cold Blood), regia di Richard Brooks (1967)
- Lieto fine (The Happy Ending), regia di Richard Brooks (1969)
- Topaz, regia di Alfred Hitchcock (1969)
- Goodbye & Amen, regia di Damiano Damiani (1977)
- ...e giustizia per tutti (...And Justice for All), regia di Norman Jewison (1979)
- S.O.S. fantasmi (Scrooged), regia di Richard Donner (1988)
- Stan and George's New Life, regia di Brian McKenzie (1992)
- Charlie's Angels, regia di McG (2000)
- Charlie's Angels - Più che mai (Charlie's Angels: Full Throttle), regia di McG (2002)

### Televisione
- Kraft Television Theatre – serie TV, 2 episodi (1948)
- Actor's Studio – serie TV, 1 episodio (1948)
- Studio One – serie TV, 11 episodi (1949-1955)
- NBC Presents – serie TV, 1 episodio (1949)
- Danger – serie TV, 2 episodi (1951-1952)
- Suspense – serie TV, 5 episodi (1951-1952)
- Lights Out – serie TV, episodi 3x40-4x16-4x29 (1951-1952)
- The Ford Theatre Hour – serie TV, 1 episodio (1951)
- Robert Montgomery Presents – serie TV, 2 episodi (1951)
- Starlight Theatre – serie TV, 1 episodio (1951)
- Cosmopolitan Theatre – serie TV, 1 episodio (1951)
- Pulitzer Prize Playhouse – serie TV, 2 episodi (1952)
- Curtain Call – serie TV, 1 episodio (1952)
- The Philco Television Playhouse – serie TV, 2 episodi (1952)
- The United States Steel Hour – serie TV, 1 episodio (1954)
- The Elgin Hour – serie TV, 1 episodio (1955)
- Alfred Hitchcock presenta (Alfred Hitchcock Presents) – serie TV, episodio 1x02 (1955)
- Climax! – serie TV, episodi 1x35-2x24-3x02-3x28-4x25 (1955-1958)
- Playwrights '56 – serie TV, 1 episodio (1956)
- Star Stage – serie TV, 1 episodio (1956)
- Goodyear Television Playhouse – serie TV, 1 episodio (1956)
- Bachelor Father – serie TV, 157 episodi (1957-1962)
- I racconti del West (Dick Powell's Zane Grey Theater) – serie TV, 1 episodio (1957)
- General Electric Theater – serie TV, 1 episodio (1957)
- Lux Playhouse – serie TV, 1 episodio (1959)
- Sunday Showcase – serie TV, 2 episodi (1959)
- L'ora di Hitchcock (The Alfred Hitchcock Hour) – serie TV, episodio 1x04 (1962)
- La casa da tè alla luna d'agosto (The Teahouse of the August Moon), regia di George Schaefer – film TV (1962)
- Insight – serie TV, 1 episodio (1963-1966)
- Fred Astaire (Alcoa Premiere) – serie TV, 2 episodi (1963)
- The Dick Powell Show – serie TV, episodio 2x26 (1963)
- Kraft Mystery Theater – serie TV, 1 episodio (1963)
- See How They Run – serie TV, 1 episodio (1964)
- The Crisis – serie TV, 2 episodi (1964)
- The John Forsythe Show – serie TV, 29 episodi (1965-1966)
- Polvere di stelle (Bob Hope Presents the Chrysler Theatre) – serie TV, 1 episodio (1965)
- I giorni di Bryan (Run for Your Life) – serie TV, episodio 2x27 (1967)
- The Red Skelton Show – serie TV, 1 episodio (1967)
- Una campana per Adano (A Bell for Adano), regia di Mel Ferber – film TV (1967)
- Shadow on the Land, regia di Richard C. Sarafian – film TV (1968)
- To Rome with Love – serie TV, 48 episodi (1969-1971)
- The Tim Conway Comedy Hour – serie TV, 1 episodio (1970)
- Murder Once Removed, regia di Charles S. Dubin – film TV (1971)
- Lettere smarrite (The Letters), regia di Gene Nelson – film TV (1973)
- Lisa, Bright and Dark, regia di Jeannot Szwarc – film TV (1973)
- Cry Panic, regia di James Goldstone – film TV (1974)
- Sulle strade della California (Police Story) – serie TV, 1 episodio (1974)
- I guaritori (The Healers), regia di Tom Gries – film TV (1974)
- 24 dicembre 1974, fiamme su New York! (Terror on the 40th Floor), regia di Jerry Jameson – film TV (1974)
- Lotta per la vita (Medical Story) – serie TV, 1 episodio (1975)
- La torre della morte (The Deadly Tower), regia di Jerry Jameson – film TV (1975)
- Charlie's Angels – serie TV, 109 episodi (1976-1981)
- Amelia Earhart, regia di George Schaefer – film TV (1976)
- Tail Gunner Joe, regia di Jud Taylor – film TV (1977)
- Emily, Emily, regia di Marc Daniels – film TV (1977)
- The Feather and Father Gang – serie TV, 1 episodio (1977)
- Never Con a Killer, regia di Buzz Kulik – film TV (1977)
- Cruise Into Terror, regia di Bruce Kessler – film TV (1978)
- In tre si sposa meglio (With This Ring), regia di James Sheldon – film TV (1978)
- The Users, regia di Joseph Hardy – film TV (1978)
- A Time for Miracles, regia di Michael O'Herlihy – film TV (1980)
- Dynasty – serie TV, 217 episodi (1981-1989)
- Sizzle, regia di Don Medford – film TV (1981)
- Mysterious Two, regia di Don Medford – film TV (1982)
- Love Boat (The Love Boat) – serie TV, 2 episodi (1983)
- I Colby (The Colbys) – serie TV, 4 episodi (1985-1986)
- Pericolo in agguato (On Fire), regia di Robert Greenwald – film TV (1987)
- Opposites Attract, regia di Noel Nosseck – film TV (1990)
- Dynasty: ultimo atto (Dynasty: The Reunion), regia di Irving J. Moore – miniserie TV (1991)
- The Powers That Be – serie TV, 21 episodi (1992-1993)

### Doppiaggio
- Un augurio davvero speciale (We Wish You a Merry Christmas) (1999)
- Adventures from the Book of Virtues – serie TV, 1 episodio (1996)
- Gargoyles - Il risveglio degli eroi (Gargoyles) – serie TV, 1 episodio (1996)

## Riconoscimenti

### Hollywood Walk of Fame
- Stella per il suo contributo all'industra televisiva (1982)

### Golden Globe
- Miglior attore protagonista in una serie drammatica per Dynasty (1983)
- Miglior attore protagonista in una serie drammatica per Dynasty (1984)
- Candidatura al miglior attore protagonista in una serie drammatica per Dynasty (1982)
- Candidatura al miglior attore protagonista in una serie drammatica per Dynasty (1985)
- Candidatura al miglior attore protagonista in una serie drammatica per Dynasty (1986)
- Candidatura al miglior attore protagonista in una serie drammatica per Dynasty (1987)

### Emmy Awards
- Candidatura al miglior attore (1953)
- Candidatura al miglior attore protagonista in una serie drammatica per Dynasty (1982)
- Candidatura al miglior attore protagonista in una serie drammatica per Dynasty (1983)
- Candidatura al miglior attore protagonista in una serie drammatica per Dynasty (1984)

### TV Land Awards
- Miglior voce di un personaggio mai visto per Charlie's Angels (2003)
- Miglior voce di un personaggio mai visto per Charlie's Angels (2007)
- Candidatura alla miglior voce di un personaggio mai visto per Charlie's Angels (2004)
- Candidatura alla miglior voce di un personaggio mai visto per Charlie's Angels (2005)

### Soap Opera Digest Awards
- Miglior attore in una soap-opera per Dynasty (1984)
- Miglior attore protagonista in una soap-opera per Dynasty (1984)
- Candidatura al miglior attore protagonista in una soap-opera per Dynasty (1986)
- Candidatura alla miglior coppia (con Linda Evans) in una soap-opera per Dynasty (1986)
- Candidatura alla miglior coppia (con Linda Evans) in una soap-opera per Dynasty (1988)

## Doppiatori italiani
Nelle versioni in italiano dei suoi film, John Forsythe è stato doppiato da:
- Pino Locchi in L'ora di Hitchcock, Madame X, A sangue freddo, ...e giustizia per tutti
- Emilio Cigoli in La congiura degli innocenti, La figlia dell'ambasciatore, Topaz
- Sergio Tedesco in Dynasty, Dynasty: ultimo atto
- Stefano Sibaldi in Delitto alla televisione
- Giuseppe Rinaldi in L'assedio delle sette frecce
- Renzo Palmer in Il vendicatore
- Sergio Rossi in Goodbye & Amen
- Sandro Sardone in S.O.S. fantasmi

Da doppiatore è sostituito da:
- Luciano De Ambrosis in Charlie's Angels (serie TV e film), Charlie's Angels - Più che mai